# Tokyo Toy Box
Tokyo Toy Box (jap. 東京トイボックス Tōkyō Toi Bokkusu) – manga narysowana przez Seo Asako do scenariusza Ozawy Takehiro, opowiadająca o kulisach działania japońskiego przemysłu gier video. W Japonii ukazała się w 2006 nakładem wydawnictwa Gentōsha, w Polsce została wydana w roku 2011 nakładem wydawnictwa Studio JG.
Na podstawie mangi powstał serial, był emitowany od października do grudnia 2013 roku w telewizji TV Tokyo. Drugi sezon emitowany był od stycznia do marca 2014 roku.

## Opis fabuły
Osią fabuły są losy niewielkiej firmy produkującej gry – Studio G3. Jej szefem jest utalentowany, ale ekscentryczny Taiyō Tenkawa, którego perfekcjonizm utrudnia mu współpracę z innymi. Pewnego dnia do firmy zostaje przysłana Hoshino Tsukiyama, której zadaniem jest postawić Studio G3 na nogi. Jej biznesowa natura stoi w zasadniczej sprzeczności z marzycielskim usposobieniem Taiyō.

## Bohaterowie
- Taiyō Tenkawa: 33-letni twórca gier video o trudnym charakterze. Jest geekiem, który na pierwszym miejscu stawia sobie tworzenie gier, a dopiero na drugim – zarabianie na nich pieniędzy. Swój zawód traktuje bardziej jako hobby niż pracę. W wolnym czasie skleja modele Gundamów[1].
- Tsukiyama Hoshino: 28-letnia bizneswoman, pnąca się po szczeblach kariery w korporacji, na skutek intryg osób zazdrosnych o jej zdolności zostaje zesłana do Studia G3. Pochodzi z prefektury Akita i zdarza jej się mówić w tamtejszym dialekcie. Jej jedyne hobby to oglądanie anime, jednak starannie to ukrywa[2].
- Nanami Tanizaki: 35-letnia panna, główny grafik Studia G3 i wieloletnia współpracowniczka Taiyō. Wierzy w jego talent, ale potrafi panować nad jego przesadnym perfekcjonizmem. Darzy go sympatią, ale raczej to ukrywa. Zanim podjęła pracę nad grami video, była projektantką wnętrz[3].

## Manga
Manga Tokyo Toy Box ukazała się w Japonii w 2005 i drukowana była początkowo na łamach należącego do wydawnictwa Kōdansha magazynu Morning. W 2006 roku ukazało się wydanie tomikowe. W latach 2011–2012 manga została wydana w Polsce nakładem wydawnictwa Studio JG. Została także wydana we Francji w 2006, dzięki wydawnictwu Doki-Doki.

### Giga Tokyo Toy Box
W 2006 autorzy rozpoczęli tworzenie kontynuacji mangi, zatytułowanej Giga Tokyo Toy Box. Drukowana jest ona na łamach magazynu Comic Birz i opowiada o perypetiach młodej dziewczyny, stawiającej pierwsze kroki w świecie twórców gier video.
Manga Giga Tokyo Toy Box była nominowana w 2012 roku do nagrody Manga Taishō.
| Nr | Język japoński       | Język japoński         | Język polski     | Język polski           |
| Nr | Data wydania         | ISBN                   | Data wydania     | ISBN                   |
| -- | -------------------- | ---------------------- | ---------------- | ---------------------- |
| 1  | 24 marca 2007        | ISBN 978-4-344-80943-7 | 30 lipca 2014    | ISBN 978-83-8001-005-5 |
| 2  | 22 września 2007     | ISBN 978-4-344-81081-5 | 8 listopada 2014 | ISBN 978-83-8001-028-4 |
| 3  | 24 października 2008 | ISBN 978-4-344-81450-9 | 18 marca 2015    | ISBN 978-83-8001-048-2 |
| 4  | 24 czerwca 2009      | ISBN 978-4-344-81666-4 | 30 lipca 2015    | ISBN 978-83-8001-065-9 |
| 5  | 23 stycznia 2010     | ISBN 978-4-344-81847-7 | 20 czerwca 2016  | ISBN 978-83-8001-137-3 |
| 6  | 24 sierpnia 2010     | ISBN 978-4-344-82013-5 | —                |                        |
| 7  | 24 sierpnia 2011     | ISBN 978-4-344-82287-0 | —                |                        |
| 8  | 24 marca 2012        | ISBN 978-4-344-82464-5 | —                |                        |
| 9  | 24 grudnia 2012      | ISBN 978-4-344-82679-3 | —                |                        |
| 10 | 24 września 2013     | ISBN 978-4-344-82911-4 | —                |                        |

### Tokyo Toy Box Zero
Ume wydała także kolejny spin-off mangi, zatytułowany Tokyo Toy Box Zero (jap. 東京トイボックス ０), który był publikowany w czasopiśmie „Gekkan Comic Birz”. Kolejne rozdziały ukazywały się od 30 października 2013 do 2014. Całość składa się z 4 rozdziałów, które zostały później zebrane w pojedynczym tomie, wydanym 24 marca 2014 roku.